# Iso Petäjäjärvi
Iso Petäjäjärvi är en sjö i kommunen Orivesi i landskapet Birkaland i Finland. Arean är 42 hektar och strandlinjen är 5,54 kilometer lång. Sjön  ingår i Kumo älvs huvudavrinningsområde.   Den ligger omkring 39 kilometer nordöst om Tammerfors och omkring 180 kilometer norr om Helsingfors. 